# Jan Wątroba
Jan Franciszek Wątroba (ur. 4 grudnia 1953 w Wieluniu) – polski duchowny rzymskokatolicki, doktor nauk teologicznych, rektor Wyższego Seminarium Duchownego Archidiecezji Częstochowskiej w latach 1994–2000, biskup pomocniczy częstochowski w latach 2000–2013, biskup diecezjalny rzeszowski od 2013.

## Życiorys
Urodził się 4 grudnia 1953 w Wieluniu. W latach 1968–1972 uczęszczał do Liceum Ogólnokształcącego im. Tadeusza Kościuszki w Wieluniu, gdzie złożył egzamin dojrzałości. W latach 1972–1979 odbył studia filozoficzno-teologiczne w Częstochowskim Wyższym Seminarium Duchownym w Krakowie, które przerwał na czas dwuletniej służby wojskowej w Bartoszycach. Święceń prezbiteratu udzielił mu 27 maja 1979 w katedrze Świętej Rodziny w Częstochowie biskup diecezjalny częstochowski Stefan Bareła. W 1985 ukończył studia na Papieskim Uniwersytecie Laterańskim ze stopniem licencjata teologii w zakresie teologii pastoralnej. W 1999 na podstawie dysertacji Permanentna formacja duchowa kapłanów w świetle soborowych i posoborowych dokumentów Urzędu Nauczycielskiego Kościoła (1963–1994) uzyskał na Akademii Teologii Katolickiej w Warszawie doktorat z nauk teologicznych w zakresie teologii duchowości.
W latach 1979–1981 pracował jako wikariusz w parafii Wieruszów. W 1981 wyjechał do Rzymu, aby na zlecenie Fundacji Jana Pawła II być duszpasterzem polskich pielgrzymów w Centro Pastorale „Corda Cordi”. W latach 1985–1994 pełnił funkcję sekretarza i kapelana biskupa diecezjalnego częstochowskiego Stanisława Nowaka. Równocześnie pracował w kurii jako sekretarz wydziału duszpasterstwa i rzecznik prasowy. Był także ojcem duchownym młodych kapłanów. W archidiecezji częstochowskiej wszedł w skład kolegium odpowiedzialnych za formację permanentną kapłanów, rady konsultorów, rady kapłańskiej i rady duszpasterskiej. W 1994 otrzymał godność kanonika gremialnego kapituły archikatedralnej, a w 2000 kapelana Jego Świątobliwości.
W latach 1994–2000 sprawował urząd rektora Wyższego Seminarium Duchownego Archidiecezji Częstochowskiej.
20 kwietnia 2000 papież Jan Paweł II mianował go biskupem pomocniczym archidiecezji częstochowskiej ze stolicą tytularną Bisica. Święcenia biskupie otrzymał 20 maja 2000 w archikatedrze Świętej Rodziny w Częstochowie. Udzielił mu ich Stanisław Nowak, arcybiskup metropolita częstochowski, z towarzyszeniem Józefa Życińskiego, arcybiskupa metropolity lubelskiego, i Antoniego Długosza, biskupa pomocniczego częstochowskiego. Na swoje zawołanie biskupie wybrał słowa „Ecce venio” (Oto idę, aby spełnić wolę Twoją). W archidiecezji pełnił funkcję wikariusza generalnego. Z racji sprawowanego urzędu był członkiem rady kapłańskiej, rady duszpasterskiej i kolegium konsultorów. Ponadto do 2012 przewodniczył radzie ekonomicznej.
14 czerwca 2013 papież Franciszek mianował go biskupem diecezjalnym diecezji rzeszowskiej. 19 lipca 2013 kanonicznie objął diecezję, natomiast dzień później odbył ingres do katedry Najświętszego Serca Pana Jezusa w Rzeszowie.
W ramach Konferencji Episkopatu Polski w 2001 został delegatem ds. Duszpasterstwa Kobiet. Wszedł ponadto w skład Komisji Duchowieństwa. W 2013 został wybrany na przewodniczącego Rady ds. Rodziny. W 2015 wziął udział w synodzie biskupów na temat rodziny.

## Odznaczenia i wyróżnienia
W 2018 otrzymał złotą odznakę „Za zasługi w pracy penitencjarnej”.
Został odznaczony medalem „Milito Pro Christo” (2023) i Krzyżem Wielkim Orderu Świętego Stanisława.
W 2013 został przyjęty w poczet Rycerzy Kolumba.